# Siebeneich (Bretzfeld)
Siebeneich ist ein Ortsteil von Bretzfeld im Hohenlohekreis im nördlichen Baden-Württemberg. Der Ort zählte einst zur Gemeinde Schwabbach, war von 1836 bis 1975 selbstständige Gemeinde und kam dann zur neuen Gemeinde Bretzfeld.

## Ortsgliederung
Zur ehemaligen Gemeinde Siebeneich gehört das Dorf Siebeneich.

## Geschichte
Siebeneich wird 1335 erstmals urkundlich erwähnt. Der Ortsname war möglicherweise einst auch der Name des Ortsbaches, an dessen Uferseiten sich der Ort aus zwei Siedlungskernen entwickelte, die wohl von Schwabbach aus in der späten Rodungszeit gegründet wurden. Die Ortsherrschaft lag zunächst bei den Herren von Weinsberg und kam dann mit weiten Teilen derer Herrschaft 1450 an die Kurpfalz und teilweise auch an das Haus Hohenlohe, bevor der Ort infolge des bayerisch-pfälzischen Erbfolgekriegs 1504 mit Schwabbach an Württemberg kam. Der Grundbesitz in Siebeneich lag insbesondere beim Stift Öhringen sowie zersplittert bei weiteren Besitzern. Der Ort ist jeher landwirtschaftlich und wegen des hohen Waldanteils auch insbesondere forstwirtschaftlich geprägt, wobei klein- und mittelbäuerliche Betriebe überwogen. Der Weinbau auf der Markung des Ortes ist seit seiner ersten Erwähnung im 14. Jahrhundert bezeugt, Bedeutung hat auch der Obstbau.
1495 gab es neun Haushaltungen, bis 1820 wuchs der Ort auf 30 Wohngebäude und 35 Nebengebäude mit knapp über 200 Einwohnern an. Siebeneich hatte zwar bereits im 16. Jahrhundert einen Schultheißen, war jedoch bis 1836 ein Ortsteil von Schwabbach und wurde erst dann selbstständige Gemeinde innerhalb des Oberamts Weinsberg. Nach dessen Auflösung kam das kleine Dorf 1926 zum Oberamt Öhringen (ab 1938: Landkreis Öhringen). Die Einwohnerzahl war von 1880 bis 1939 von 248 auf 167 Personen gesunken. Nach dem Zweiten Weltkrieg stieg die Bevölkerungszahl durch die Aufnahme von Vertriebenen kurzfristig an, doch viele ließen sich dort nicht dauerhaft nieder, so dass der Ort 1957 nur noch 160 Einwohner zählte.
1973 kam Siebeneich vom Landkreis Öhringen in den neugebildeten Hohenlohekreis. Am 1. Januar 1975 erfolgte der Zusammenschluss von Adolzfurt, Bitzfeld, Bretzfeld, Dimbach, Geddelsbach, Scheppach, Schwabbach, Siebeneich, Unterheimbach und Waldbach zur neuen Gemeinde Bretzfeld.
Seit 2011 ist Siebeneich offiziell als Bioenergiedorf anerkannt.

## Religionen
Siebeneich war kirchlich jeher mit Schwabbach verbunden und wurde bei dessen Auslösung aus der Pfarrei in Waldbach 1481 zur Schwabbacher Filiale und im 16. Jahrhundert mit Schwabbach reformiert. Am Ort bestand eine alte Urbanskapelle, die jedoch 1839 abgerissen wurde. Der Ort war bis zur Mitte des 20. Jahrhunderts fast rein protestantisch geprägt. Die heutige evangelische Kirchengemeinde Schwabbach umfasst die Ortsteile Schwabbach und Siebeneich der Gemeinde Bretzfeld und gehört zum Kirchenbezirk Weinsberg-Neuenstadt der Evangelischen Landeskirche in Württemberg.
Die insbesondere erst seit mit dem Zuzug von Vertriebenen aus traditionell katholischen Ländern nach 1945 entstandene katholische Gemeinde ist nach Wimmental eingepfarrt.

## Wappen
Das ehemalige Gemeindewappen zeigt in Silber auf grünem Boden eine grüne Eiche.

## Sehenswürdigkeiten
Am nördlichen Dorfrand von Siebeneich befindet sich eine große Kelter aus dem 17. Jahrhundert, die 1973 grundlegend saniert wurde.